# Ammothella paradisiaca
Ammothella paradisiaca là một loài nhện biển trong họ Ammotheidae. Loài này thuộc chi Ammothella. Ammothella paradisiaca được miêu tả khoa học năm 1923 bởi Loman.